# Słomniki
Słomniki is een stad in het Poolse woiwodschap Klein-Polen, gelegen in de powiat Krakowski. De oppervlakte bedraagt 3,34 km², het inwonertal 4371 (2005).

## Verkeer en vervoer
- Station Słomniki